# Nova Olinda (Tocantins)
Nova Olinda é um município brasileiro do estado do Tocantins. Localiza-se a uma latitude 07º37'54" sul e a uma longitude 48º25'21" oeste, estando a uma altitude de 257 metros. Sua população estimada é de 11.513 habitantes de acordo com o IBGE 2015.
Possui uma área de 1723,95 km².